# Rivellia tridentata
Rivellia tridentata är en tvåvingeart som beskrevs av Bong-Kyu Byun och Suh 1998. Rivellia tridentata ingår i släktet Rivellia och familjen bredmunsflugor. Inga underarter finns listade i Catalogue of Life.